# Léon Rouvenat
Léon Rouvenat, né le 6 juillet 1809 à Châtillon-sur-Loire et mort le 7 septembre 1874 à Montmorency, est un joaillier français de la période du Second Empire.

## Biographie
Léon Rouvenat commence sa carrière en 1827 comme jeune apprenti au sein de l’atelier de joaillerie Calmette, où il fait la connaissance de Charles Christofle, qui est alors l’associé d’Hugues Calmette, son beau-frère. L’atelier Calmette / Christofle devient en 1830 la maison Christofle. Dès ses débuts, Charles Christofle remarque le travail et l’intelligence de Léon Rouvenat et le considère comme « l’un des plus grands talents de la maison ». En 1840, Léon Rouvenat épouse Henriette Antoinette Julie Christofle, nièce de Charles Christofle et devient, la même année, son associé au sein de la maison de joaillerie Christofle-Rouvenat. Cette collaboration dure jusqu’en 1849, date à laquelle Léon Rouvenat prend seul la direction de l’entreprise et crée la maison Rouvenat. C'est durant le Second Empire que la société prend son essor, époque marquée par un développement du commerce et de l'industrie, l'apparition de nouvelles fortunes et une forte demande d'objets de luxe par la société mondaine.
En 1851 a lieu la première Exposition universelle, au Crystal Palace à Londres. Cet événement est l’occasion pour les plus grands joailliers français de faire rayonner la joaillerie française à l’international. Léon Rouvenat y présente plusieurs réalisations (épées, sceptre, couronne et autres insignes en or sertis de diamants). Il devient dès lors un joaillier universel et transatlantique, salué par la presse et les clients.
À la suite de ce succès, en 1851, il transfère les ateliers de fabrication et ouvre sa propre manufacture, au 62 rue d'Hauteville à Paris, considérée comme étant l’une des premières manufactures de joaillerie au monde, le secteur fonctionnant jusque là avec de petits ateliers. Il est alors secondé par son frère Auguste Rouvenat, puis son gendre, Charles Lourdel.  
Cette manufacture marque une évolution significative des habitudes de production de l’industrie joaillière en laissant place à de grands espaces de travail aux ouvriers et l’optimisation des processus de fabrication. Il ouvre également la joaillerie au grand public en accueillant des clients directement au sein de la manufacture, ce qui est inédit à cette époque.
En 1854, Oscar Massin, ouvrier ingénieux et dessinateur talentueux, devient le chef d’atelier de la manufacture Rouvenat. En 1855, Alphonse Fouquet intègre la maison comme joaillier débutant.
En 1855, Léon Rouvenat participe à la seconde Exposition universelle, qui se déroule à Paris, et inaugure le premier Pavillon de la Joaillerie. Au cours de cet événement international, il est décoré d’une médaille d’honneur pour l’ensemble de son travail. La même année, on lui attribue la Légion d’honneur.
En 1862, Léon Rouvenat gagne une seconde médaille d’honneur, lors de l’Exposition universelle de Londres.
En 1865, Félix Desprès rejoint la maison Rouvenat comme apprenti. 
Pour l’Exposition universelle qui se déroule à Paris en 1867, Léon Rouvenat réalise notamment une somptueuse broche, sous la forme d’une branche de lilas sertie de diamants, achetée par l’impératrice Eugénie, épouse de l’empereur Napoléon III,. À cette occasion, il obtient une seconde médaille d’or, après celle obtenu en 1849. 
En 1868, Léon Rouvenat s’associe avec son gendre Charles Lourdel, qui prend ensuite seul la direction de la maison Rouvenat-Lourdel. C’est Félix Desprès, alors âgé de 21 ans, qui représente la maison Rouvenat-Lourdel lors de l’exposition internationale de Londres en 1871. Il la représente aussi lors l’Exposition universelle de Vienne en 1873.
Léon Rouvenat décède le 7 septembre 1874 à l’âge de 65 ans. Il est inhumé au cimetière de Montmartre à Paris,.
À la suite de son décès, Charles Lourdel s’associe à Félix Desprès. La maison Rouvenat-Lourdel prend ensuite le nom de Rouvenat-Desprès après la mort de Charles Lourdel en 1883. L’entreprise continue de rayonner, grâce notamment à la médaille d’or obtenue par Félix Desprès lors de l’Exposition universelle de Paris en 1889. Malgré son succès, la maison Rouvenat-Desprès ferme ses portes peu avant le début de la Première Guerre mondiale.

## Œuvres et décorations

### Œuvres
L’époque du Second Empire voit l’apparition de tendances artistiques sensiblement nouvelles, marquées par une exploration du monde et des époques. Les fortes influences de l’Antiquité se retrouvent dans les collections joaillères. Source de cette inspiration antique, le rachat en 1862 par l’État français de la collection d’objets d’art antiques Campana, aujourd’hui exposée au musée du Louvre. On retrouve dans cette collection plus du 200 pièces de joaillerie grecques, étrusques, romaines, byzantines collectionnées par le marquis Giovanni Pietro Campana durant la première moitié du XIXe siècle.
L’œuvre de Léon Rouvenat est imprégnée de son époque, et en dessine de nouveaux contours. Elle explore de nombreux styles, techniques, portés, et matières. Léon Rouvenat dépose des brevets, et recrute de jeunes joailliers prometteurs. Sa maison est notamment reconnue pour :    
- les médaillons transformables
- les broches cachemiriennes pour lesquelles il déposa un brevet en 1865
- les bijoux rosaces
- les bijoux colibris, très appréciés par les plus grands souverains, notamment par le prince d’Égypte, qui acheta plusieurs pièces à Léon Rouvenat.
- les bijoux d’inspiration néo-grecques

### Décorations
- 1849 : Médaille d'or à l'Exposition des Produits de l'Industrie de Paris
- 1851 : Médaille d'honneur à l'Exposition universelle de Londres
- 1855 :  Chevalier de la Légion d'honneur. Médaille d'honneur à l'Exposition universelle de Paris
- 1862 : Médaille d'honneur à l'Exposition universelle de Londres
- 1867 : Médaille d'or à l'Exposition universelle de Paris

## Patrimoine
Aujourd’hui, de nombreux dessins et quelques créations de Léon Rouvenat sont présents au sein des plus grands musées (Cooper Hewitt, MOMA, Petit Palais, musée des Arts décoratifs…),.
Les bijoux Rouvenat, qui pour la plupart appartiennent aujourd'hui à des collections privées, peuvent parfois être retrouvés dans des hôtels des ventes et sont reconnaissables au poinçon de maître de la maison.
En 2021, la société Rouvenat rachète une importante quantité de dessins d'archive de Léon Rouvenat sous la forme de 12 cahiers reliés, contenant plus de 3000 gouaches. La société Rouvenat lance en septembre 2022 une collection inspirée de ces archives, ré-imaginées par la directrice artistique Sandrine de Laage.